# Anik F2
O Anik F2 é um satélite de comunicação geoestacionário canadense da série Anik construído pela Boeing (Hughes). Ele está localizado na posição orbital de 111,1 graus de longitude oeste e é administrado pela Telesat Canada, com sede no Canadá. O satélite foi baseado na plataforma BSS-702 e sua expectativa de vida útil é de 15 anos.

## Lançamento
O satélite foi lançado com sucesso ao espaço no dia 18 de julho de 2004, às 00:44 UTC, por meio de um veículo Ariane-5G+ a partir Centro Espacial de Kourou, na Guiana Francesa. Ele tinha uma massa de lançamento de 5.950 kg.

## Cobertura
O Anik F2 é equipado 114 transponders (50 em banda Ka, 40 em banda Ku e 24 em banda C) para fornecer serviços de banda larga e multimídia para os estados do norte dos EUA e para o Canadá.